# Yttrandefrihetsgrundlagen (Sverige)
Yttrandefrihetsgrundlagen (dansk: grundloven om ytringsfrihed) fra 1991 er den nyeste af Sveriges nuværende fire grundlove.
Loven handler om retten til at offentliggøre sine meninger, tanker og følelser på de elektroniske medier.
Loven omfatter blandt andet radio, fjernsyn, video, websteder og databaser. Derimod gælder loven ikke for aviser og bøger. Ytringsfriheden i de trykte medier sikres af  trykkefrihedsforordningen fra 1949.